# ARENA SHOW "Utopia"
『ARENA SHOW "Utopia"』（アリーナ・ショー "ユートピア"）は、日本のロックバンド・Mrs. GREEN APPLEが2022年7月8日にぴあアリーナMMで開催したアリーナライブ、および2022年12月14日にユニバーサルミュージック内のレーベル・EMI Recordsより発売された4作目の映像作品。

## 概要
フェーズ2が開幕した2022年3月18日、ミニアルバム『Unity』リリース日である7月8日に神奈川・ぴあアリーナMMで一夜限りの復活アリーナライブを開催することを発表した 当ライブは、同日発売のUnity、2020年7月に発売したベストアルバム5を引っ提げて行われた。
6月4日、公演タイトル「Mrs. GREEN APPLE ARENA SHOW "Utopia"」とキービジュアルが公開された。また、全国の映画館でのライブビューイング、PIA LIVE STREAMでの生配信、そしてWOWOWでの生中継が行われることが発表された。
6月23日、特設サイトが立ち上げられ、7月4日には、特設サイトに公演グッズの商品画像が公開された。また、ライブビューイングは、来場者特典としてオリジナルクリアファイルが配布された。
アリーナでのライブは、2018年に行われた3rdアルバム『ENSEMBLE』を引っ提げたツアー「ENSEMBLE TOUR」、2019年から翌年にかけて開催されたバンド初のアリーナツアー「エデンの園」以来3度目であり、バンドとしてのライブは、2020年2月16日に国立代々木競技場第一体育館にて開催された「エデンの園」ファイナル公演以来、約2年5ヶ月ぶりとなった。
公演中、バンド初となる全国Zeppツアー「Mrs. GREEN APPLE Zepp Tour 2022 ゼンジン未到とリライアンス 〜復誦編〜」を11月から12月にかけて開催することが発表された。
2023年2月3日・7日、バンドの結成10周年記念の一環として、特典映像として収録されたドキュメント映像「Documentary -- Episode 1.5 "Utopia"」が公式YouTubeチャンネルに公開された。
2月28日・3月3日・7日・10日・14日、メンバーが本作品を視聴した様子を収めたリアクション動画「「ARENA SHOW "Utopia"」The Movie Commentary」が公式YouTubeチャンネルに公開された。

## リリース
9月30日、本公演を完全収録した映像作品が、12月14日にリリースされることが発表され、ティーザーが公式YouTubeチャンネルに公開された。
本作品は、初回限定盤・通常盤の2形態でリリースされ、初回限定盤は、オリジナルスリーブ付きパッケージでライブ写真を掲載した別冊フォトブックが同梱される。また、全形態に特典映像として、リハーサルから当日へと向かうメンバーに密着したドキュメンタリー「Documentary -- Episode 1.5 "Utopia"」が収録される。
また、本作品は、チェーン別の購入特典も用意されている。11月22日、詳細とデザインが発表された。
| 対象店舗                       | 特典内容                     |
| ------------------------------ | ---------------------------- |
| ユニバーサルミュージックストア | スライダーケース             |
| amazon                         | ビジュアルシート             |
| 楽天ブックス                   | ステッカーシート（A6サイズ） |
| セブンネット                   | ペーパーファイル（A4サイズ） |
| 応援店                         | ポストカード                 |

7月23日には「ダンスホール」、7月30日には「ブルーアンビエンス (feat. asmi)」、8月8日には「君を知らない」、8月15日には「延々」の公演映像が公式YouTubeチャンネルに公開された。なお、映像は当日、WOWOWで生中継されたもの。
リリースを記念し、12月17日に全国各地の映画館でライブビューイングを開催。さらに、ユナイテッド・シネマ豊洲にてバンド初の舞台挨拶が行われ、その模様も全国各地の映画館で生中継された。

## 収録内容
本編
1. OPENING
2. Attitude
3. CHEERS
4. L.P
5. アボイドノート
6. StaRt
7. 道徳と皿
8. PRESENT[注釈 1]
9. 嘘じゃないよ
10. In the Morning
11. ブルーアンビエンス (feat. asmi)[注釈 2]
12. 月とアネモネ
13. 延々
14. 君を知らない
15. 僕のこと
16. 青と夏
17. インフェルノ
18. うブ
19. ロマンチシズム
20. ダンスホール
21. Theater
22. Part of me
23. 我逢人（アンコール）
24. ニュー・マイ・ノーマル（アンコール）

特典映像
1. Documentary -- Episode 1.5 "Utopia"
（リハーサルから当日へと向かうメンバーに密着したドキュメンタリー）

## メンバー
Mrs. GREEN APPLE
- 大森元貴 - ボーカル、ギター
- 若井滉斗 - ギター
- 藤澤涼架 - キーボード

サポートメンバー
- 森夏彦 - ベース
- 神田リョウ - ドラム